# Petrosaviaceae
Petrosaviaceae je porodica biljaka jednosupnica iz monotipskog roda Petrosaviales. Nosi ime po rodu Petrosavia iz istočne i jugoistočne Azije, kojemu pripada četiri vrste bezlisnih zeljastih biljaka iz porodice Petrosaviaceae. Drugom rodu Japonolirion iz Japana pripada vrsta Japonolirion osense.
Porodica je rasprostranjena u istočnoj i jugoistočnoj Aziji. Biljke iz porodice Petrosaviaceae nemaju laticifere i žile u aksijalnom sustavu i posjeduju jednostavne, male, smanjene (ili odsutne) listove. Cvjetovi su dvospolni, aktinomorfni i tipično sa šest postojanih tepala.

## Karakteristike
- Članovi su zeljaste biljke. Vrste su fotosintetske (Japonolinorion) ili rijetko aklorofilne i mikoheterotrofne (Petrosavia).
- Stabljika: To su biljke bez laticifera. Aksijalna anatomija uključuje odsutnost žila u aksijalnom sustavu.
- Listovi: listovi su mali, jednostavni i naizmjenični (Japonolirion). Petrosavia, smanjeni do odsutni. Listovi na rizomu su ljuskavi.
- Cvjetovi i cvatovi: Cvjetovi su dvospolni i aktinomorfni. Cvjetovi su mali (2-4 mm) i pravilni.
- Čašice i latice: Cvjetovi imaju šest postojanih čašica;  Prisutni su septalni nektariji.
- Prašnici i karpele: Niti prašnika su slobodne ili djelomično pričvršćene za perijant. Karpele su obično 3, ponekad spojene samo pri dnu.
- Plodnica i plod: Plodnica je gornja do djelomično niža. Plod je folikularna ili septička čahura.
- Sjemenke: Sjemenke su sitne i brojne.[2]

## Vrste
Genus Japonolirion Nakai (1 sp.)
- Japonolirion osense

Genus Petrosavia Becc. (4 spp.)
- Petrosavia amamiensis Hir.Takah., T.Yukawa & M.Maki
- Petrosavia sakuraii (Makino) J.J.Sm. ex Steenis
- Petrosavia sinii (K.Krause) Gagnep.
- Petrosavia stellaris Becc.